# Psmith

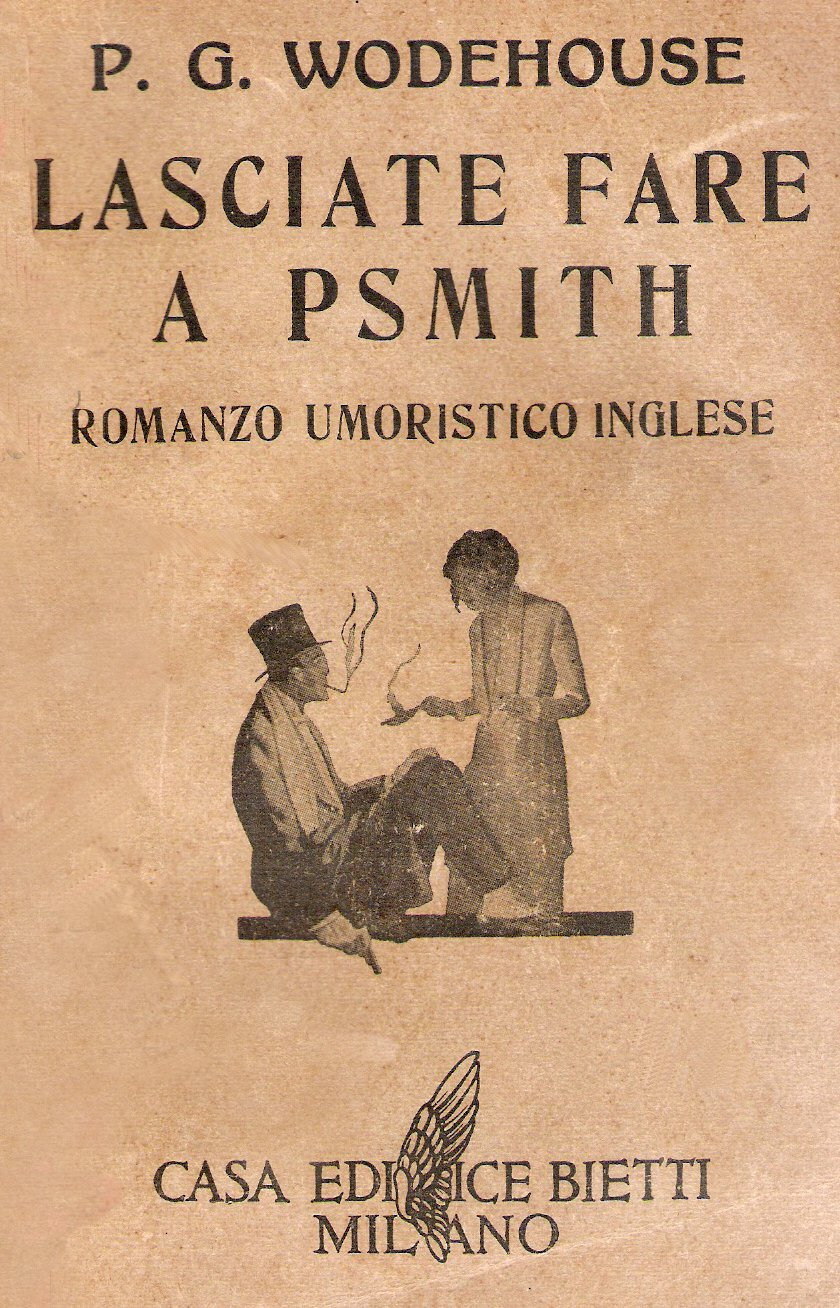
Psmith (à esquerda)

Rupert Psmith (ou Ronald Eustace Psmith, como é chamado no último dos quatro livros em que aparece) é um personagem fictício recorrente em vários romances do autor britânico PG Wodehouse, sendo um dos personagens mais amados de Wodehouse.
O P em seu sobrenome é silencioso ("como em pshrimp", em suas próprias palavras) e foi adicionado por ele mesmo, a fim de distingui-lo dos outros Smiths. Membro do Drones Club, Psmith é um ex-aluno da Etonian que usa monóculos. Ele é uma espécie de dândi, um orador fluente e espirituoso, e tem a capacidade de passar por incríveis aventuras serenamente.  

## Origem
Wodehouse disse que baseou Psmith em Rupert D'Oyly Carte (1876–1948), filho do empresário de Gilbert e Sullivan , Richard D'Oyly Carte, como ele disse "a única coisa em minha carreira literária que me foi entregue em um prato de prata com agrião em volta". Carte era um conhecido de escola de um primo de Wodehouse no Winchester College, de acordo com uma introdução de Leave It to Psmith . A filha de Rupert, Bridget D'Oyly Carte, no entanto, acreditava que o estudante Wykehamist descrito para Wodehouse não era seu pai, mas seu irmão mais velho, Lucas, que também estava em Winchester.
Benny Green oferece a teoria de que Psmith foi parcialmente baseado em Henry Hyndman, um excêntrico demagogo vitoriano que fundou a Federação Democrática Socialista, a primeira grande organização política marxista na Inglaterra. Da mesma forma, Psmith é o personagem mais socialista de Wodehouse, frequentemente referindo-se a outros indivíduos como 'camarada'. Hyndman também era conhecido por seu traje meticuloso e por ser um jogador de críquete talentoso na juventude.

## Adaptações
Na peça de 1930, Leave It to Psmith, adaptada do romance de Wodehouse e Ian Hay, Psmith foi retratado por Basil Foster, com Jane Baxter como Eve Halliday.  O filme de 1933 baseado na peça, Leave It to Me, substituiu Psmith por um personagem diferente, Sebastian Help, que foi interpretado por Gene Gerrard, com Molly Lamont como Eve Halliday.
Simon Ward dublou Psmith, com Caroline Langrishe como Eve Halliday, na adaptação para rádio de Leave it to Psmith dramatizada por Michael Bakewell, que foi ao ar na BBC Radio 4 em 3 de outubro de 1981.
Psmith foi interpretado por Daniel Day-Lewis no filme para televisão da BBC Thank You, PG Wodehouse. O filme foi ao ar em 16 de outubro de 1981.
Na adaptação para rádio da BBC de Psmith in the City dramatizada por Marcy Kahan, que foi ao ar pela primeira vez em quatro partes em 2008, Nick Caldecott dublou Psmith, com Inam Mirza como Mike Jackson.
Edward Bennett interpretou Psmith na dramatização de rádio da BBC de 2020 de Leave it to Psmith, com Susannah Fielding como Eve e Ifan Meredith como Mike Jackson.